# Didier Diatta
Didier Awene Diatta (ur. 17 maja 2000) – senegalski zapaśnik walczący w stylu wolnym. Srebrny medalista mistrzostw Afryki w 2024 i 2025; brązowy w 2022. Piąty na igrzyskach frankofońskich w 2023 roku.